# Erythemis plebeja
Erythemis plebeja е вид водно конче от семейство Libellulidae. Видът не е застрашен от изчезване.

## Разпространение
Разпространен е в Аржентина (Буенос Айрес, Ентре Риос, Кордоба, Кориентес, Мисионес, Салта, Сан Салвадор де Хухуй, Санта Фе, Сантяго дел Естеро, Тукуман и Чако), Белиз, Боливия, Бразилия (Мато Гросо и Рио де Жанейро), Венецуела, Гватемала, Гвиана, Доминиканска република, Еквадор, Кайманови острови, Колумбия, Коста Рика, Куба, Мексико (Веракрус, Гереро, Идалго, Кампече, Кинтана Ро, Колима, Морелос, Наярит, Оахака, Пуебла, Сан Луис Потоси, Синалоа, Сонора, Табаско, Тамаулипас, Халиско, Чиапас, Южна Долна Калифорния и Юкатан), Никарагуа, Панама, Парагвай, Перу, Пуерто Рико, САЩ (Тексас и Флорида), Суринам, Тринидад и Тобаго, Френска Гвиана, Хаити, Хондурас и Ямайка.

## Описание
Популацията на вида е нарастваща.